# Benassay
Benassay is een plaats en voormalige gemeente in het Franse departement Vienne (regio Nouvelle-Aquitaine) en telt 789 inwoners (1999). De plaats maakt deel uit van het arrondissement Poitiers. Benassay is op 1 januari 2019 gefuseerd met de gemeenten La Chapelle-Montreuil, Lavausseau en Montreuil-Bonnin tot de gemeente Boivre-la-Vallée. 

## Geschiedenis
De gemeente Benassay werd in 1819 uitgebreid met de voormalige gemeente Nesdes. In 1868 werd de plaats Lavausseau afgesplitst om een zelfstandige gemeente te worden.

## Geografie
De oppervlakte van Benassay bedraagt 41,4 km², de bevolkingsdichtheid is 19,1 inwoners per km².
De onderstaande kaart toont de ligging van Benassay met de belangrijkste infrastructuur en aangrenzende gemeenten.

## Demografie
Onderstaande figuur toont het verloop van het inwonertal (bron: INSEE-tellingen).